# Ron Paul
Pour les articles homonymes, voir Paul.
Ronald Ernest Paul dit Ron Paul, né à Pittsburgh le 20 août 1935, est un homme politique américain, membre du Parti républicain, représentant du Texas à la Chambre des représentants de 1976 à 1977, de 1979 à 1985, puis enfin de 1997 à 2013. Il est candidat à l'élection présidentielle de 1988 pour le Parti libertarien, puis à l'investiture du Parti républicain pour l'élection présidentielle de 2008 et celle de 2012.
Partisan du libertarianisme, il préconise un État fédéral au rôle limité, de faibles impôts, des marchés libres, une politique étrangère non interventionniste ainsi qu'un retour à des politiques monétaires basées sur des métaux (or, argent) pour étalon. 
Il est parfois surnommé « Doctor No » au Congrès parce qu'il est diplômé en médecine mais aussi parce qu’il vote contre toutes les lois qui selon lui violent la constitution américaine, augmentent les revenus des membres de la Chambre des Représentants, ou augmentent les impôts.

## Biographie

### Enfance et études
Ron Paul est né à Green Tree en Pennsylvanie durant la Grande Dépression. Il est le troisième d'une famille modeste de cinq enfants. Durant son enfance, il travaille dans la petite exploitation agricole de ses parents, à la livraison de journaux et dans une pharmacie.
En 1957, âgé de 22 ans, il épouse Carol Wells, rencontrée au lycée de Dormont et avec qui il a cinq enfants. Il fait des études supérieures et sort diplômé en 1961 de la Duke University School of Medicine. Il devient gynécologue obstétricien à Lake Jackson au Texas. Il s'installe ensuite dans la région de Houston au Texas.

### Débuts dans la politique
En 1974, Ron Paul devient délégué à la convention républicaine du Texas. Il se présente à l'élection au siège du 22e district du Texas à la Chambre des représentants. Il est largement battu par le représentant démocrate sortant, Robert Casey. 
En avril 1976, il est élu lors d'une élection partielle représentant républicain du 22e district du Texas à la chambre des représentants afin de terminer le mandat de Robert R. Casey nommé à la commission fédérale maritime par le président Gerald Ford. Cependant, en novembre 1976, il est battu de 300 voix (0,2 %) lors du renouvellement du mandat par le candidat démocrate Robert Gammage. Ron Paul prend sa revanche en 1978 et est réélu en 1980 et 1982. En 1984, Paul choisit de ne pas se représenter à la chambre et pose sa candidature pour le Sénat. Il est battu dès les primaires républicaines par Phil Gramm alors que son siège de représentant du 22e district est remporté par le républicain Tom DeLay. Paul retourne alors dans le secteur privé. 
En 1988, Ron Paul est candidat à la présidence des États-Unis pour le Parti libertarien (tout en restant membre du Parti Républicain). En obtenant 431 750 voix (0,47 % des suffrages), il arrive en troisième place du vote populaire derrière George H. W. Bush (élu président) et Michael Dukakis. 
En 1996, Paul se présente de nouveau aux élections primaires républicaines pour le poste de représentant du 14e district du Texas à la chambre des représentants. Il bat l'ancien démocrate rallié aux républicains Greg Laughlin, pourtant soutenu par l'état-major du parti, par Newt Gingrich, par la National Rifle Association et par le gouverneur George W. Bush. Il est ensuite élu contre le candidat démocrate et réélu en 1998, 2000, 2002, 2004 et 2006.
Républicain libertarien, Ron Paul est indépendant et très isolé dans son propre camp. Sous les mandats de George W. Bush, il a ainsi voté contre les propositions de lois républicaines sur l'augmentation des dépenses militaires, a appelé à un retrait rapide des troupes américaines d'Irak et à une réduction des pouvoirs de la Réserve fédérale.

### Élection présidentielle de 2008

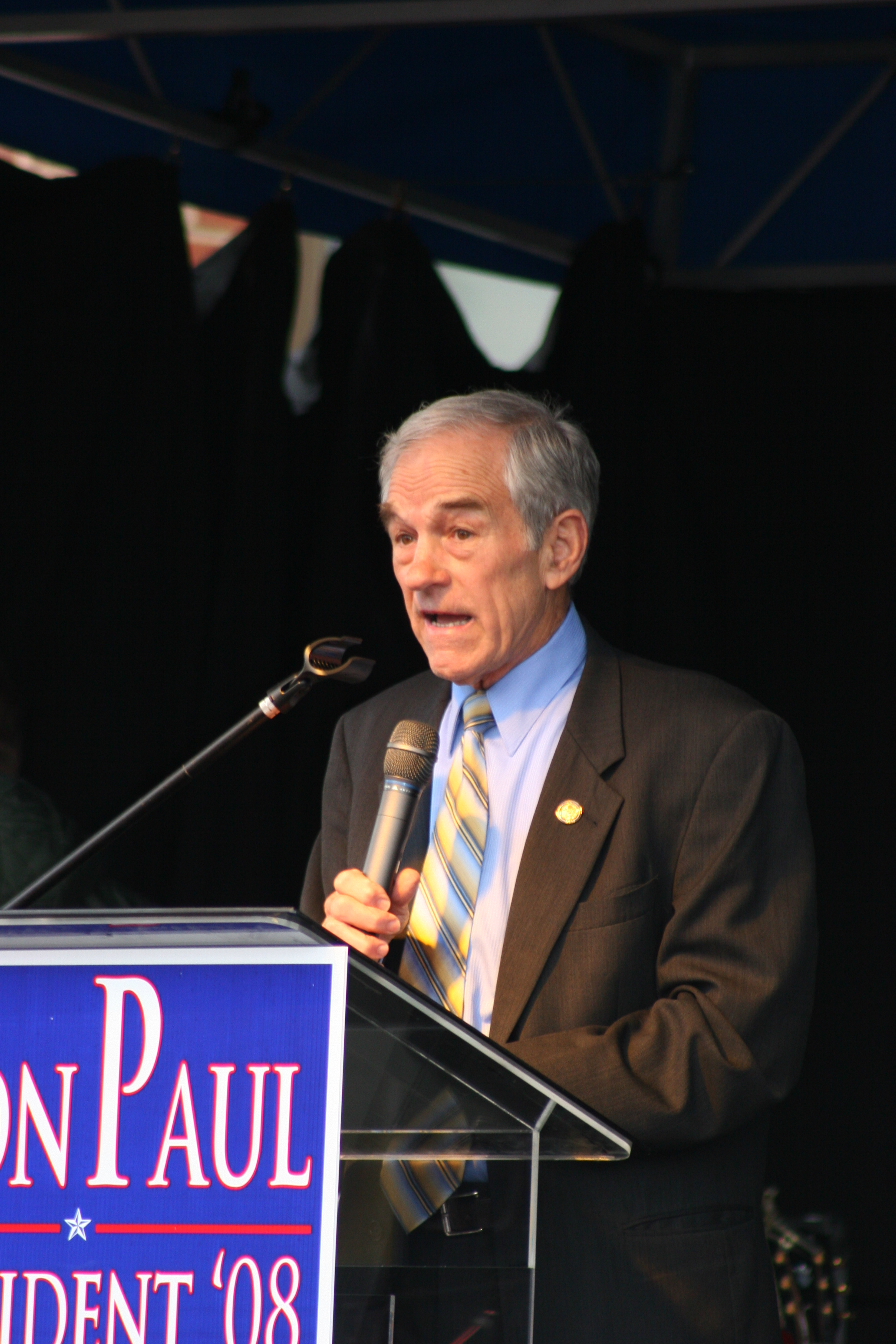
Ron Paul en campagne en Pennsylvanie pour les primaires républicaines, en novembre 2007.

En 2007, il annonce son intention de briguer l'investiture républicaine pour l'élection présidentielle de 2008. Bien que très populaire sur le réseau Internet américain et ayant été élu comme le plus convaincant dans plusieurs débats pour l'investiture républicaine, il reste aux environs de 5 à 10 % d'intentions de vote. Ses partisans accusent les médias de volontairement occulter sa candidature.
Ron Paul récolte pour le financement de sa campagne, en 24 heures, le 5 novembre 2007, plus de 4 millions de dollars, essentiellement par internet. L'initiative de cette « money bomb » est prise par un californien, sans le soutien direct de l'équipe de campagne du candidat. Ces dons attirent l'attention des grands médias américains sur le « phénomène » Ron Paul, d'autant plus que celui-ci dispose déjà d'environ 5 millions de dollars, amassés lors du troisième trimestre. 
En adoptant la même démarche, Ron Paul obtient 6,2 millions de dollars lors du 16 décembre, jour de la commémoration de la Boston Tea Party, ce qui est un record absolu pour un candidat américain.
Lors des premières élections primaires et des premiers caucus du parti républicain pour la nomination au poste de candidat à l'élection présidentielle de 2008, il obtient entre 3 et 25 % des suffrages, se hissant notamment à la seconde place derrière Mitt Romney lors du caucus du Nevada le 19 janvier 2008. Ron Paul obtient son meilleur score (25 % des voix) lors du caucus du Montana le 5 février, se hissant alors à la seconde place des prétendants républicains derrière Mitt Romney (38 %) et devant John McCain (22 %). Bien que John McCain ait suffisamment remporté de délégués pour s'assurer de l’investiture du Parti républicain depuis le 4 mars 2008, Ron Paul n'abandonne officiellement la course à l'investiture pour la présidentielle que le 12 juin 2008. Il poursuit cependant sa campagne pour diffuser ses idées, ignoré par les médias mais disposant de dons totalisant depuis le début de la campagne 35 millions de dollars.
En 2010 et 2011, Ron Paul remporte le vote clôturant la CPAC (Conservative Political Action Conference), événement annuel du parti républicain, avec 31 % des voix en 2010 et 30 % en 2011. 

### Élection présidentielle de 2012

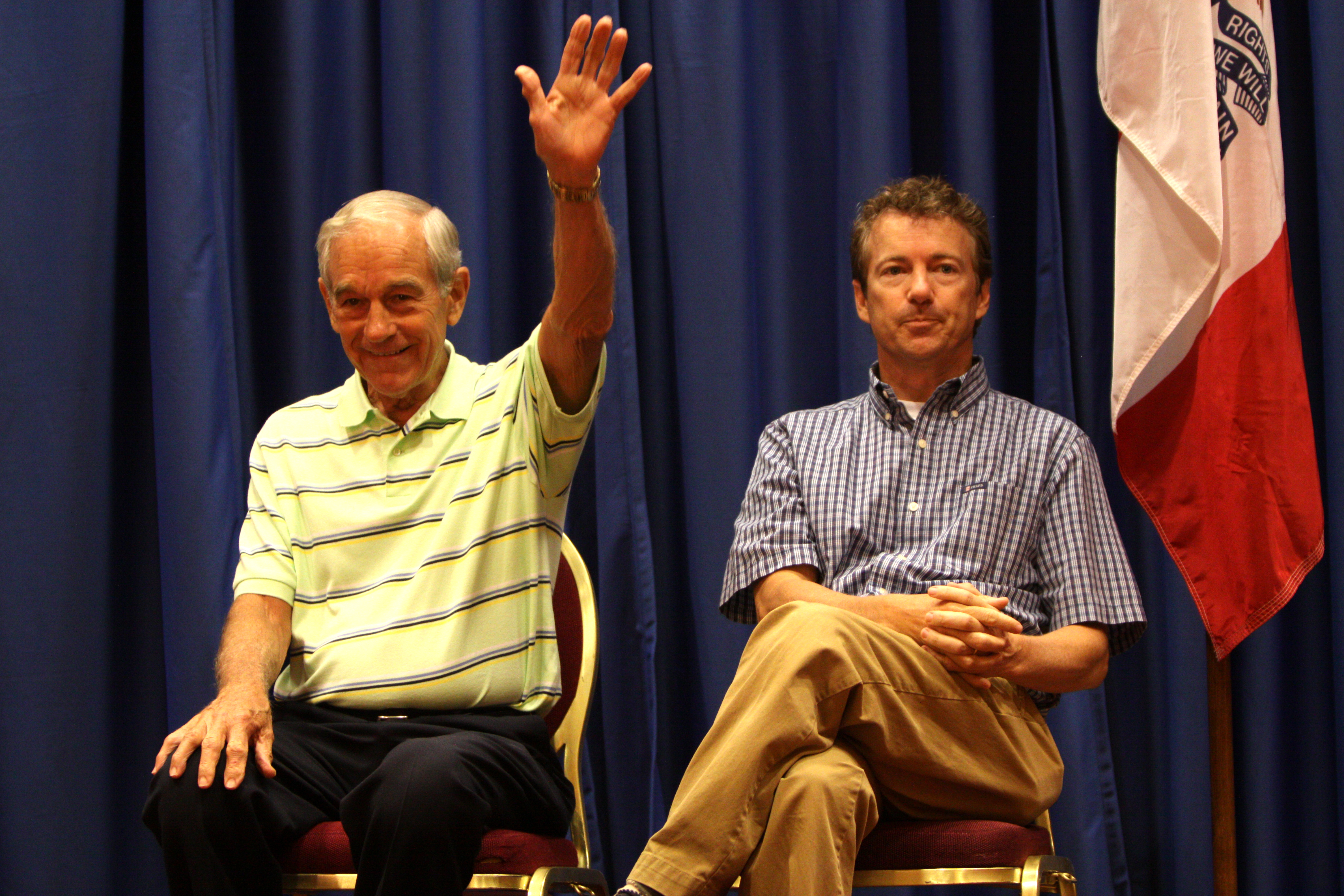
Ron Paul aux côtés de son fils Rand à Des Moines (Iowa) en 2011.

Le 26 avril 2011, Ron Paul annonce à Des Moines (Iowa), la mise en place d'un comité exploratoire pour soutenir son éventuelle candidature à l'élection présidentielle de 2012. Le 13 mai, il annonce officiellement se présenter aux primaires présidentielles du Parti républicain. 
Lors du premier scrutin officiel des primaires, le caucus de l'Iowa du 3 janvier 2012, il arrive troisième avec plus de 21 % des voix derrière Rick Santorum et Mitt Romney, tous deux au coude-à-coude avec près de 25 % des suffrages exprimés. Ce résultat représente malgré tout un exploit pour Ron Paul, surtout en comparaison avec le score qu'il avait obtenu en 2008. Lors de la primaire du New Hampshire qui a lieu quelques jours plus tard, le candidat libertarien réalise à nouveau une bonne performance en arrivant cette fois deuxième avec 23 % des voix, derrière le meneur de la course Mitt Romney (39 %) et devant l'ancien gouverneur de l'Utah, Jon Huntsman, Jr. (17 %).

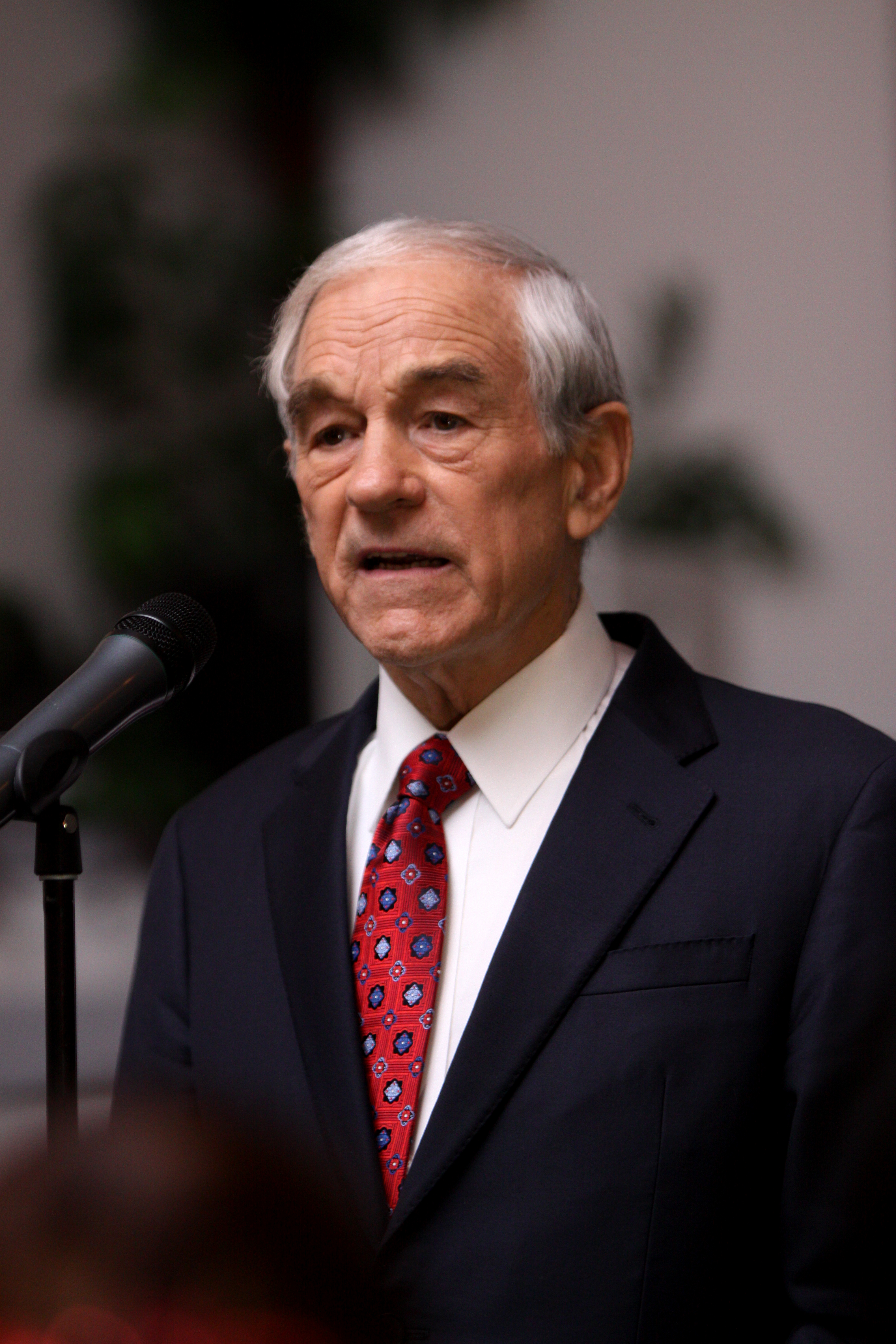
Ron Paul s’exprimant devant des partisans après un débat lors des primaires républicaines en Arizona, en février 2012.

La suite de la campagne s'avère moins positive pour le doyen des candidats républicains. S'il réalise de beaux résultats dans certains États (27 % dans le Minnesota, 35 % dans le Maine, 25 % dans l'État de Washington et dans le Vermont, 28 % dans le Dakota du Nord, 40 % en Virginie et 24 % dans le Rhode Island), il ne remporte aucun scrutin. Il choisit néanmoins de maintenir sa candidature jusqu'au bout, même s'il décide d'arrêter de financer sa campagne, faute de moyens, à partir du 14 mai. Lors de la convention républicaine de Tampa en Floride en août 2012, il échoue à ravir à Mitt Romney l'investiture officielle du parti en vue de l'élection générale. Il parvient néanmoins à gagner le soutien de 190 délégués.
Il refuse ensuite d'appeler à voter pour le candidat investi, Mitt Romney, contre Barack Obama.

### Après les campagnes (depuis 2013)

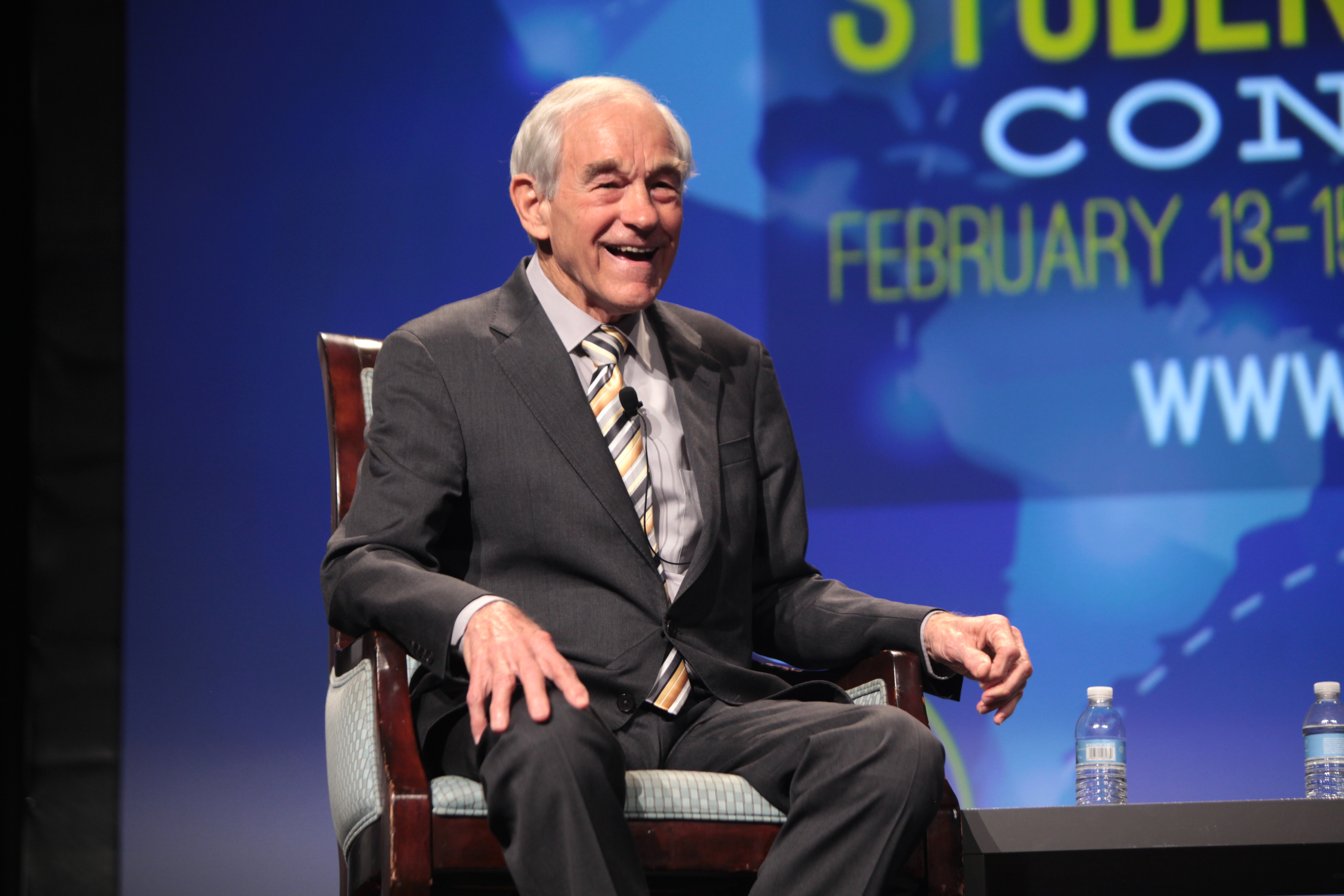
Ron Paul à la conférence internationale de Students for Liberty à Washington en 2015.

En 2016, il soutient d'abord son fils, Rand Paul, lors de sa candidature au sein des primaires présidentielles républicaines, mais celui-ci échoue dès les premiers caucus de l'Iowa. Lors de l'élection présidentielle, il refuse de choisir entre le candidat républicain, Donald Trump, et la candidate démocrate, Hillary Clinton. Bien que n'étant pas candidat, il obtient une voix d'un grand électeur du Texas, le 19 décembre 2016,.

## Opinions

### Sociale
Concernant le mariage gay, Paul s'oppose à toute intervention fédérale sur le sujet. À une question concernant son soutien à ce type de mariage, il répond « Je suis favorable à toutes les unions (associations) volontaires, et les gens peuvent les appeler comme ils le veulent ».
Croyant dans le caractère sacré de la vie dès la conception, il est contre l’euthanasie et s'il se déclare personnellement contre l’avortement, il déclare vouloir surtout retirer à la Cour suprême la prérogative d'autoriser l'IVG entre 0 et 12 semaines, et de la confier aux États fédérés (il a déposé ainsi une proposition de loi en ce sens en 2005). D'une manière générale, Ron Paul estime que toutes ces questions sociétales doivent être tranchées par les États et non par l'État fédéral qui doit être réduit à sa plus simple expression.
En matière d'immigration, il est contre le droit du sol car il perçoit celui-ci comme une incitation à une immigration bénéficiant des subsides étatiques. Paul a voté pour le Secure Fence Act (loi sur la barrière de sécurité) de 2006, autorisant une barrière de plus de 700 milles (1 100 kilomètres) entre les États-Unis et le Mexique. Dans ce domaine, il est assez éloigné des positions de certains libertariens actuels, favorables à la libre émigration au nom de la défense de la liberté individuelle, contrairement aux paléo-libertariens qui font valoir le droit d'exclusion.
En matière de recherches biologiques, Ron Paul a soutenu la recherche sur les cellules-souches, et s'est opposé au gouvernement Bush sur ce point, contestant en particulier le principe même d'une intervention gouvernementale sur ces questions.
Partisan de la liberté religieuse et de sa libre expression, il estime qu'il n’est pas du ressort du gouvernement fédéral d’intervenir dans les affaires religieuses des citoyens ou des États.
Il s'est profilé dans l'opposition à la politique anti-Covid-19.

### Judiciaire
Concernant la peine de mort, il a une position caractéristique du paléo-libertarianisme : il a déclaré en 2007 que la peine de mort pouvait être méritée pour certains crimes, mais que le gouvernement fédéral ne devait pas y avoir recours.
Il défend la liberté du port d'armes. 
À la suite des attentats du 11 septembre 2001, il a voté contre le Patriot Act et différentes mesures de régulation d'internet par l'État fédéral, qu'il dénonce comme autant d'atteintes aux libertés individuelles.
Il est favorable à l'utilisation de la marijuana à des fins médicales. Plus encore, Ron Paul prône la vente libre de tous les stupéfiants à la fois parce qu'il constate l'inefficacité des mesures de prohibition (la War on Drugs aux États-Unis) et parce qu'il promeut la responsabilité de chaque individu face à ses choix de vie. 

### Économique
Selon une étude du journal New American parue en 2006, Ron Paul est de tous les membres de la chambre des représentants et du Sénat le plus « libéral », c'est-à-dire partisan d'une faible intervention de l'État dans la vie privée des différentes composantes de la société (citoyens, entreprises…) ; il se réclame de l'école autrichienne d'économie. Il est l'auteur d'une proposition de loi abolissant l’impôt sur le revenu, l'Internal Revenue Service. Pour lui, le gouvernement fédéral devrait s'en tenir aux devoirs spécifiés dans la Constitution. Par extension, il souhaite abolir la Réserve fédérale.
Ainsi, Ron Paul est contre certaines législations fédérales que soutiennent traditionnellement les représentants de districts ruraux ou côtiers, comme celui de Paul avec 675 miles de côtes. Ron Paul est, par exemple, opposé à l’assurance « inondations » financée par le gouvernement fédéral parce que celle-ci contraint ceux qui ne vivent pas dans les zones inondables de subventionner ceux qui choisissent d’y vivre. De surcroit, cela ne permet pas à ceux qui vivent dans ces zones inondables de choisir librement leur propre assureur.
Globalement, il propose de réduire les impôts fédéraux au minimum.
Enfin, il conçoit le libre-échange comme un système favorisant le développement de relations harmonieuses entre les nations et le maintien de la paix.
Ron Paul semble finalement concevoir une vision plus libertarienne et se rapprochant plus de l'idée des Pères fondateurs des États-Unis que le reste du paysage politique américain. Il revendique le maintien de pouvoirs aux États fédérés, et la limitation du pouvoir de l'État fédéral. Il souhaite un retour fort aux valeurs de la Constitution américaine, la suppression ou une importante réduction de l'intervention de l'État fédéral dans les domaines qui ne sont pas prévus par le texte de la Constitution.
Hostile à l'attribution de trop de pouvoir à l'État central, il est partisan de la suppression de la CIA et du département de l'Éducation. 

### Internationale
Non-interventionniste, il s'oppose à la multiplication des interventions militaires des États-Unis. À ce titre, il a voté contre la guerre d'Irak en 2003. Il souhaite l'arrêt du rôle américain de « policier du monde » ou de « créateur de nations », et estime que l'hostilité du Proche-Orient envers les États-Unis qui se traduit par des attentats comme ceux du 11 septembre,,
sont largement la conséquence d'une politique étrangère inspirée par une trop grande ingérence. Son avis sur le sujet est à la fois motivé par des considérations budgétaires (il rejette les énormes dépenses occasionnées en vain par les diverses guerres) et une conception élevée de la souveraineté des nations comme de l'intérêt américain. Il exige par ailleurs le retrait des États-Unis des institutions internationales comme l'ONU, l'OTAN, l'ALENA ou l'OMC. 
Selon lui, il ne s'agit pas ici d'un réflexe protectionniste, (il est favorable à un libre-échange sans barrière douanière ou taxes d'importation) mais bien d'un refus de soumission à des autorités non élues, perçues comme menaçant les libertés individuelles.

## Publications
- (en) Ron Paul, The Case for Defending America, 2002
- (en) Ron Paul, End The Fed, 2009
- (en) Ron Paul, A Foreign Policy of Freedom : ‘Peace, Commerce, and Honest Friendship’, Lake Jackson, Foundation for Rational Economics and Education, 2007, 372 p. (ISBN 978-0-912453-00-2)
- (en) Ron Paul, Freedom Under Siege : The U.S. Constitution After 200 Years, 1987
- (en) Ron Paul, Gold, Peace, and Prosperity : The Birth of a New Currency, 1981
- (en) Ron Paul, Liberty Defined : 50 Essential Issues That Affect Our Freedom, New York, Grand Central Publishing, 2011, 324 p. (ISBN 978-1-4555-0145-8)
- Ron Paul (trad. Benoît Malbranque), Mises et l’École Autrichienne : Un Point de Vue Personnel, Paris, Institut Coppet, novembre 2012, 28 p. (lire en ligne)
- (en) Ron Paul, Pillars of Prosperity, 2008
- (en) Ron Paul, A Republic, If You Can Keep It, 2000
- (en) Ron Paul, The Revolution : A Manifesto, 2008

## Autres
Une chanson de l'auteur Hélix reprend certains extraits de discours de Ron Paul, Unless You're Free.
Il apparaît dans le film Brüno (2009), lorsque celui-ci veut tourner une sex tape en le confondant avec RuPaul.